# Bò Murray Grey

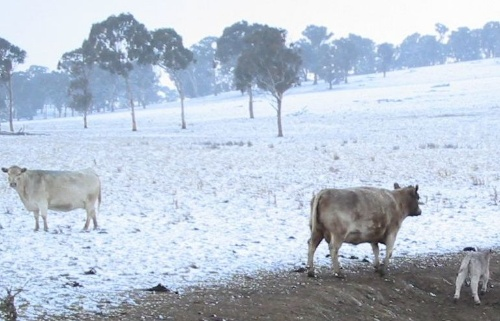
Bò Murray Grey và bê trong tuyết của Walcha NSW

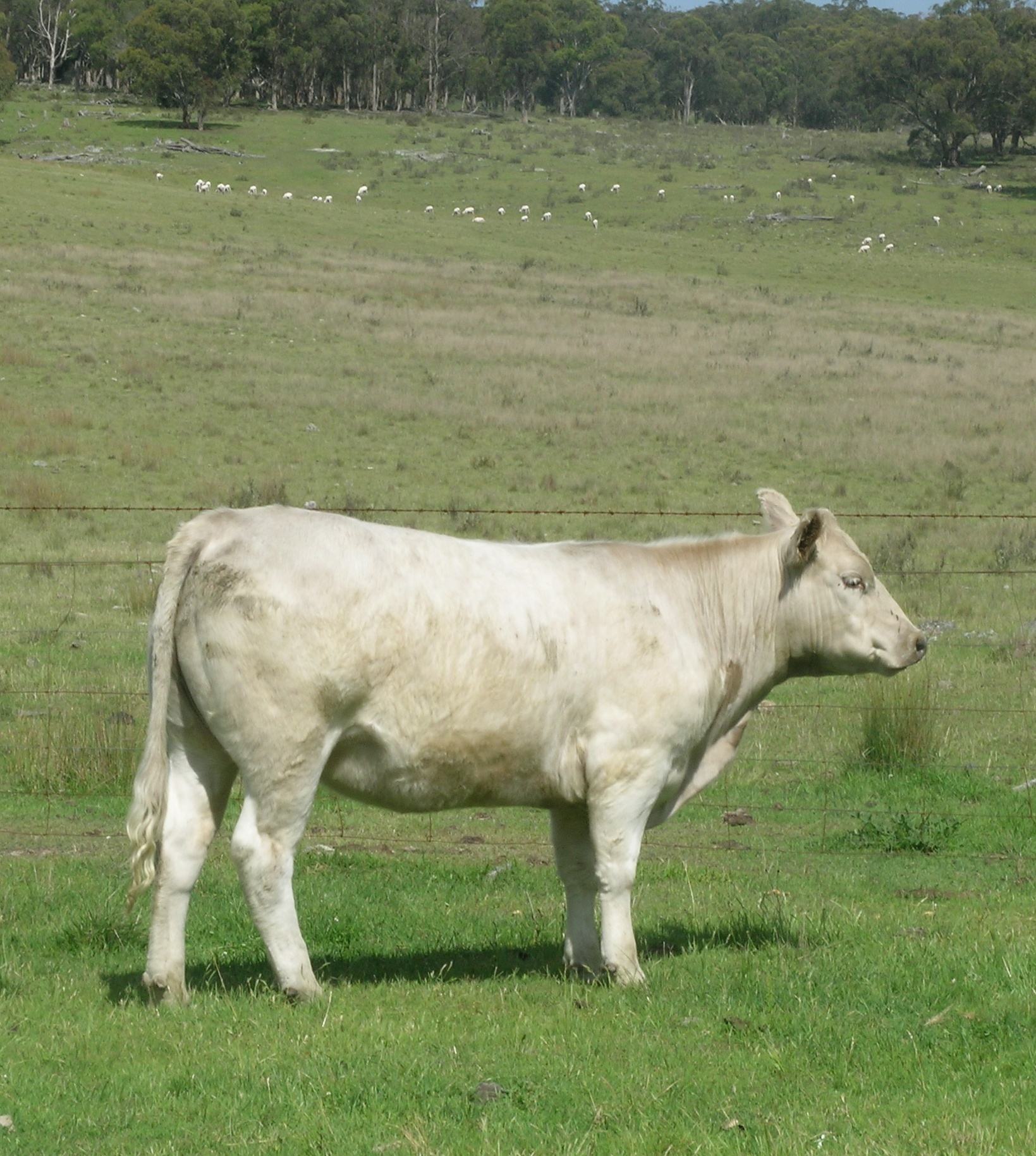
Một con bò lông bạc Murray Grey đang ăn cỏ

Bò Murray Grey là một giống bò không có sừng của Úc được phát triển ở thung lũng sông Murray trên biên giới giữa hai bang New South Wales và Victoria. Chúng đã phát triển thành một giống bò linh hoạt hoạt động tốt trong nhiều môi trường và tạo ra thịt chất lượng hàng đầu.

## Lịch sử
Giống Murray Grey được phát triển từ một cơ hội giao phối ban đầu của một con bò Aberdeen Angus đen và một con bò Shorthorn lang thang vào năm 1905 trong đợt hạn hán của Liên bang. Kết quả là mười ba con bê xám đen từ những thảm cỏ này được giữ lại do tò mò và sau đó được lai tạo trên cơ sở Thologolong dọc theo Sông Murray ở New South Wales bởi Peter và Ena Sutherland.
Những con bò có màu bất thường này phát triển nhanh chóng, là những người chuyển đổi thức ăn tốt và sản xuất ra những con bò kéo xe chất lượng cao. Người chăn nuôi địa phương nhanh chóng trở nên quan tâm đến các con bò màu xám và bắt đầu lai tạo chúng. Các đàn bò thương mại quy mô lớn đầu tiên được thành lập vào những năm 1940. Vào những năm 1960, một số nhà chăn nuôi bò xám đã bán chúng như một doanh nghiệp thương mại và Hiệp hội Gia súc Bò xám Murray được thành lập để đăng ký gia súc và quản lý giống. Giống Murray Grey có các cơ quan đăng ký Murray Grey ở Canada, New Zealand, Vương quốc Anh và Hoa Kỳ. Ở New Zealand, giống bò Murray Gray được ưa chuộng vì khả năng chống lại bệnh chàm da mặt là một vấn đề ở các giống gia súc khác.
Năm 1963, các cuộc đàm phán đã được thực hiện để có các con bò giống Tasmania xám tương tự được chấp nhận vào Hiệp hội Gia súc Bò xám Murray, nhưng đến năm 1981, hai tổ chức này mới kết hợp lại với nhau.